# Laurențiu Corbu
Laurențiu Nicolae Corbu (Râncăciov, 10 maggio 1994) è un calciatore rumeno, difensore svincolato.

## Carriera
Ha giocato nella massima serie dei campionati rumeno e scozzese.

## Palmarès

### Competizioni nazionali
- Coppa di Lega rumena: 1

Dinamo Bucarest: 2016-2017